# World Union of Karate Do Organisations
Die World Union of Karate Do Organisations (WUKO) wurde im Jahr 1970 vom Japaner Ryōichi Sasakawa und dem Franzosen Jacques Delcourt gegründet, um Karate-Weltmeisterschaften durchzuführen. Die WUKO wurde als einer der ersten Kampfsport-Weltverbände ins Leben gerufen. Nachdem Japan 1972 bei der zweiten Weltmeisterschaft in Frankreich gegen England verloren hatte, weigerten sich die Japaner, erneut anzutreten. Es kam zum Eklat. Im Jahr 1974 gründeten sie die IAKF. Die IAKF führte fast zeit- und ortsgleich ihre Weltmeisterschaften wie die WUKO durch. 1985 änderte die IAKF ihren Namen in ITKF. Im Jahre 1990 sollte es einen Zusammenschluss mit anderen traditionellen Karateverbänden geben, um die internationale Anerkennung des Internationalen Olympischen Komitees (IOC) zu erhalten. Die WUKO und die International Traditional Karate Federation (ITKF) bildeten dann eine Konföderation, die zwei Jahre später vom IOC als einziger Weltverband für Karatesport anerkannt wurde. Seit 1993 nennt sich dieser Verband World Karate Federation (WKF). Die WUKO führte anerkannte Weltmeisterschaften und World-Cup-Wettkämpfe durch. Erster Präsident der WUKO war der Mitbegründer Ryoichi Sasakawa. Sein Nachfolger wurde Jacques Delcourt.

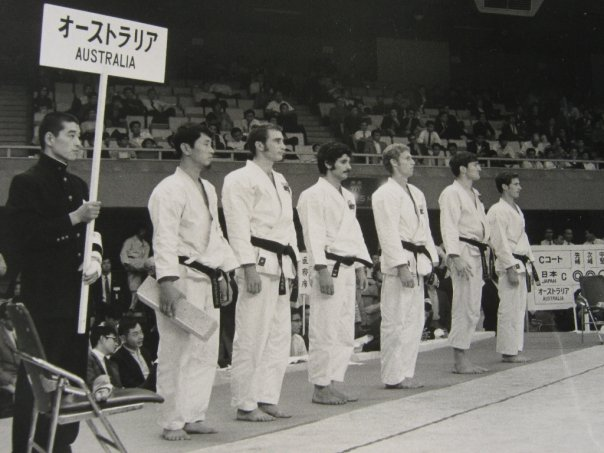
Die Australische Nationalmannschaft bei der WM 1970

## Karate-Weltmeisterschaften der WUKO bis 1990
Die WUKO organisierte die ersten Karate-Weltmeisterschaften der Geschichte.
Hier eine Auflistung der Mannschaftserfolge:

### Erste WM in Tokio, Japan 1970
Alle drei ersten Plätze gingen an Japan.
| Platz | Staat              |
| ----- | ------------------ |
| 1     | Japan Mannschaft E |
| 2     | Japan Mannschaft C |
| 3     | Japan Mannschaft B |

Nur zwei der 40 Kampfrichter kamen nicht aus Japan.

### Zweite WM in Paris, Frankreich 1972
| Platz | Staat      |
| ----- | ---------- |
| 1     | Frankreich |
| 2     | Italien    |
| 3     | England    |

### Dritte WM in Long Beach, USA 1975
| Platz | Staat       |
| ----- | ----------- |
| 1     | England     |
| 2     | Japan       |
| 3     | Niederlande |

### Vierte WM in Tokyo, Japan 1977
| Platz | Staat                                                        |
| ----- | ------------------------------------------------------------ |
| 1     | Niederlande                                                  |
| 2     | Deutschland S.Wolf, G.Mohr, R.Gerstenberger, H.Degen, W.Voss |
| 3     | Frankreich                                                   |

Bei diesen ersten vier Weltmeisterschaften wurde ohne Gewichtsklassen gekämpft. Anschließend wurden dann die verschiedenen Gewichtsklassen eingeführt.

### Fünfte WM in Madrid, Spanien 1980
| Platz | Staat       |
| ----- | ----------- |
| 1     | Spanien     |
| 2     | Niederlande |
| 3     | Frankreich  |

### Sechste WM in Taipeh, Taiwan  1982
| Platz | Staat   |
| ----- | ------- |
| 1     | England |
| 2     | Italien |
| 3     | Spanien |

### Siebte WM in Maastricht, Niederlande 1984
| Platz | Staat      |
| ----- | ---------- |
| 1     | England    |
| 2     | Schweden   |
| 3     | Frankreich |

### Achte WM in Sydney, Australien 1986
| Platz | Staat      |
| ----- | ---------- |
| 1     | England    |
| 2     | Frankreich |
| 3     | Italien    |

### Neunte WM in Kairo, Ägypten 1988
| Platz | Staat       |
| ----- | ----------- |
| 1     | England     |
| 2     | Niederlande |
| 3     | Spanien     |

### Zehnte WM in Mexiko-Stadt, Mexiko 1990
| Platz | Staat      |
| ----- | ---------- |
| 1     | England    |
| 2     | Frankreich |
| 3     | Spanien    |

### Elfte und letzte WUKO WM in Granada, Spanien 1992
| Platz | Staat      |
| ----- | ---------- |
| 1     | Spanien    |
| 2     | Schweden   |
| 3     | Frankreich |

Nach der Fusion mit der ITKF wurden alle weiteren Weltmeisterschaften von der World Karate Federation (WKF) durchgeführt.

## Neugründung der WUKO
Im Jahr 2005 gründete der italienische Karateka Carlo Henke (8. Dan, † 13. September 2010) mit einer Gruppe von Freunden in Verbania/Italien die neue WUKO. Der Name WUKO war nicht geschützt und wurde übernommen. Das Logo durfte jedoch nicht übernommen werden. Die neue WUKO wuchs von nun an schnell und war als reiner Amateurverband gedacht. Kampfsportprofis waren nicht die Zielgruppe. Der neue Verband möchte nicht mehr in erster Linie nach der olympischen Anerkennung streben, sondern unabhängig von seiner Ausrichtung eine Heimat für alle Karateverbände und Vereine werden. Die neue WUKO möchte die Karate-Kampfkünste in allen gesellschaftlichen Schichten fördern. Sie unterstützt neue Verbände und Vereinigungen bei ihrer Gründung und in ihrer Anfangszeit. Ein weiteres Ziel der WUKO ist die Einbindung älterer Menschen in das Karate. Zusätzlich möchte sie den Karate-Unterricht in Schulen etablieren. 
Dieser neugegründete Verband ist eine nichtpolitische, nichtreligiöse Non-Profit-Organisation mit demokratischer Struktur. Präsident ist Eiji Ogasahara (9. Dan, Japan), Vizepräsidenten sind Luigi Aschedamini (Italien), Gustavo Esteban Zapan (Argentinien), Michael Kliment (Südafrika) und Darryl Williams (Trinidad und Tobago).
Die WUKO führt jährlich verschiedene internationale Wettkämpfe durch. Am 11. April 2010 wurden erstmals Vereins-Weltmeisterschaften durchgeführt. Außerdem werden auch andere Wettkämpfe wie der internationale Grand Prix d´Italia ausgerichtet.